# Toppers in concert 2019
Toppers in Concert 2019 - Happy Birthday Party 'The Best Of' Jubileum Editie is de naam voor de concerten op 31 mei en 1 juni 2019 in de Johan Cruijff ArenA van De Toppers, bestaande uit Gerard Joling, Jeroen van der Boom, René Froger en Jan Smit, en de gelijknamige cd, dvd en blu-ray. Dit was de vijftiende ArenA-editie van dit concert, en hiermee ook een jubileumeditie.
Het kledingadvies van deze editie is Oer-Hollands en Over De Top. Om de Nederlandse vlag te kunnen uitbeelden, wordt gevraagd dat wie in de tweede ring zit feestelijk rood draagt, wie in de eerste ring zit wit, en wie op het veld staat blauw. Hetzelfde kledingadvies als werd gevraagd bij de editie in 2014.
In 2019 werden de Toppers bijgestaan door gastartiesten The Weather Girls, de Snollebollekes, T-Spoon, O'G3NE, Sheila Ferguson en Re-Play.
Voorafgaand van het concert, gaf Gerard Ekdom drie prijzen weg, namens Holland Casino, die op haar beurt het concert sponsorde. Er werd muziek gedraaid, waarop het publiek zo goed en opvallend mogelijk moest zingen, dansen, klappen e.d. De camera zoekt in het publiek de gelukkige die het meest opvalt. De prijzen waren:
- Een verzorgde avond in een Holland Casino
- Een dinner bon voor twee
- Een geheel verzorgde reis voor twee naar casino stad nummer één, Las Vegas

Zoals elk jaar, is na afloop van het concert bekend gemaakt dat de Toppers in 2020 voor de 16e keer in het stadion een concert geven. Deze concerten zouden in eerste instantie wederom in de Johan Crijff ArenA worden gehouden, maar doordat in mei en juni het stadion al bezet wat voor voetbal, werd besloten om eenmalig weer terug te keren naar Rotterdam Ahoy voor kerstconcerten. Door de Coronapandemie zijn deze concerten uitgesteld tot 2021, wederom met kerstconcerten in Ahoy.

## Tracklist

### CD

#### Disc 1
1. Wilhelmus
2. The Happy Birthday Ouverture
3. Wals Medley 2019
4. Geluks Medley
5. Shotgun
6. Jubileum Disco Medley
7. Ultimate Soul Medley 2019
8. Nederpop Medley 2019
9. Piano Man
10. Jordaan Medley 2019
11. It's Raining Men

#### Disc 2
1. Wat Een Hits Medley
2. Classics Party Medley
3. Songfestival Medley 2019
4. All Stars Medley 2019
5. Dance Medley 7.0
6. Froger Boys Medley
7. T-Spoon Medley

#### Disc 3
1. André Hazes Medley 2019
2. Toppers Zingen Toppers Medley
3. Gerard's Love Songs
4. Magical Moments Medley
5. Queen Medley 2019
6. Feest Voor Iedereen Medley
7. Ut Zunne Penty Medley
8. Super Polonaise Medley
9. ABBA Medley 2019
10. Love Hymne Final
11. Over De Top! 2019

### DVD / Blu-ray

#### DVD 1
1. Wilhelmus
2. The Happy Birthday Ouverture
3. Wals Medley 2019
4. Geluks Medley
5. Shotgun
6. Jubileum Disco Medley
7. Ultimate Soul Medley 2019
8. Nederpop Medley 2019
9. Piano Man
10. Jordaan Medley 2019
11. It's Raining Men
12. Wat Een Hits Medley
13. Classics Party Medley
14. Songfestival Medley 2019
15. All Stars Medley 2019

#### DVD 2
1. Dance Medley 7.0
2. Froger Boys Medley
3. T-Spoon Medley
4. André Hazes Medley 2019
5. Toppers Zingen Toppers Medley
6. Gerard's Love Songs
7. Magical Moments Medley
8. Queen Medley 2019
9. Feest Voor Iedereen Medley
10. Ut Zunne Penty Medley
11. Super Polonaise Medley
12. ABBA Medley 2019
13. Love Hymne Final
14. Over De Top! 2019

#### Blu-ray
1. Wilhelmus
2. The Happy Birthday Ouverture
3. Wals Medley 2019
4. Geluks Medley
5. Shotgun
6. Jubileum Disco Medley
7. Ultimate Soul Medley 2019
8. Nederpop Medley 2019
9. Piano Man
10. Jordaan Medley 2019
11. It's Raining Men
12. Wat Een Hits Medley
13. Classics Party Medley
14. Songfestival Medley 2019
15. All Stars Medley 2019
16. Dance Medley 7.0
17. Froger Boys Medley
18. T-Spoon Medley
19. André Hazes Medley 2019
20. Toppers Zingen Toppers Medley
21. Gerard's Love Songs
22. Magical Moments Medley
23. Queen Medley 2019
24. Feest Voor Iedereen Medley
25. Ut Zunne Penty Medley
26. Super Polonaise Medley
27. ABBA Medley 2019
28. Love Hymne Final
29. Over De Top! 2019

## Concert

### Deel 1
1. Wilhelmus 
  Fientje Hoogstad & Factor 12
2. The Happy Birthday Ouverture 
 A. Happy Birthday To You 
 B. Celebration 
 C. Happy Birthday To You Part 2 
 D. One More Time 
 E. I Gotta Feeling
3. Wals Medley 2019 
 A. Van Voor Naar Achteren 
 B. Koffie! 
 C. Maar Wie Holt Van Mekaar 
 D. Gooi Je Schoonmoeder Uit Het Raam 
 E. Oh Wat Is Het Toch Fijn Om Gelukkig Te Zijn 
 F. 't Kleine Café Aan De Haven 
 G. Malle Babbe
4. Geluks Medley 
 A. Poker Face 
 B. Get Lucky 
 C. I Should Be So Lucky 
 D. Viva Las Vegas 
 E. Poen
5. Shotgun 
 Jan Smit
6. Jubileum Disco Medley 
 A. Heaven Must Be Missing an Angel 
 B. Love Is in The Air 
 C. Lost in Music 
 D. That's the Way (I Like It) 
 E. Let's All Chant 
 F. Relight My Fire
7. Ultimate Soul Medley 2019 
 Replay & Jimi Bellmartin 
 A. Stand By Me 
 B. Tribute (Right On) 
 C. Lovely Day 
 D. Killing Me Softly with His Song 
 E. Would I Lie To You? 
 F. You Can Feel It All Over
8. Nederpop Medley 2019 
 A. Stiekem gedanst 
 B. Zwart Wit 
 C. Over de muur 
 D. Suzanne 
 E. Dromen Zijn Bedrog
9. Piano Man 
 Jeroen van der Boom
10. Jordaan Medley 2019 
 A. Bij ons In De Jordaan 
 B. Een Pikketanussie 
 C. Oh Johnny 
 D. Aan De Amsterdamse Grachten 
 E. Geef Mij Maar Amsterdam
11. It's Raining Men 
 The Weather Girls
12. Wat Een Hits Medley 
 A. Leef nu het kan 
 B. Betekenis 
 C. Blijf Bij Mij 
 D. Crazy Way About You 
 E. Echte Vrienden 
 F. Jij Bent Zo 
 G. Daar Sta Je Dan 
 H. Zing Met Me Mee
13. Classics Party Medley 
 A. I Got the Music In Me 
 B. Hey Baby 
 C. (Is This the Way to) Amarillo 
 D. Rivers Of Babylon
14. Songfestival Medley 2019 
 A. De Mallemolen 
 B. Amsterdam 
 C. Dinge-Dong 
 D. Arcade 
 E. Save Your Kisses For Me 
 F. Troubadour 
 G. Hallelujah

### Pauze
1. All Stars Medley 2019 
 George Baker, Dennie Christian, Gerard Cox & Jacques Herb 
 A. Little Green Bag 
 B. Die Laaielichter 
 C. Een Man Mag Niet Huilen 
 D. Wij Zijn Twee Vrienden 
 E. Morning Sky 
 F. Toen Was Geluk Heel Gewoon 
 G. Pappie loop toch niet zo snel 
 H. Zaterdagavond / Besame Mucho 
 I. 't Is Weer Voorbij De Mooie Zomer 
 J. Manuela 
 K. Rosamunde 
 L. Una Paloma Blanca

### Deel 2
1. Dance Medley 7.0 
 A. Better Off Alone 
 B. Dynamite 
 C. Gangnam Style 
 D. Everyday I'm Shuffling 
 E. Fireball 
 F. Hello 
 G. Welcome te St. Tropez 
 H. When Love Takes Over 
 I. Barbra Streisand 
 J. Lola's Theme 
 K. Titanium
2. Froger Boys Medley 
 René Froger, Danny Froger, Maxim Froger & Didier Froger 
 A. Krantenwijk 
 B. Energie 
 C. Blijf Bij Mij 
 D. Loterij 
 E. Stap voor stap 
 F. Duurt Te Lang 
 G. Hij Is Van Mij
3. T-Spoon Medley 
 T-Spoon 
 A. No Time To Waste 
 B. Mercedes Benz 
 C. Sex On the Beach
4. André Hazes Medley 2019 
 A. Kleine Jongen 
 B. Waarom 
 C. De Vlieger 
 D. Een Beetje Verliefd 
 E. Bloed, Zweet & Tranen
5. Toppers Zingen Toppers Medley 
 A. Just Say Hello! 
 B. Een Wereld 
 C. Ik Wil Slapen 
 D. Het Is Nog Niet Voorbij 
 E. Het Is Over 
 F. Als De Morgen Is Gekomen 
 G. Nobody Else 
 H. Maak Me Gek
6. Gerard's Love Songs 
 Gerard Joling 
 A. I'm Never Gonna Dance Again 
 B. Ticket To the Tropics
7. Magical Moments Medley 
 OG3NE & Sheila Ferguson 
 A. Magic 
 B. Giving Up Giving In 
 C. Year of Decision 
 D. When Will I See You Again 
 E. Dirty Old Man
8. Queen Medley 2019 
 Toppers & Fientje Hoogstad 
 A. Barcelona 
 B. Radio Ga Ga 
 C. The Show Must Go On 
 D. We Will Rock You 
 E. We Are The Champions
9. Feest Voor Iedereen Medley 
 A. Zo Dronken 
 B. Liever te dik in de kist 
 C. Atje voor de sfeer 
 D. Even Aan Mijn Moeder Vragen 
 E. Seks Met Die Kale
10. Ut Zunne Penty Medley 
 Snollebollekes 
 A. Vrouwkes 
 B. Springen Nondeju 
 C. Links rechts
11. Super Polonaise Medley 
 Toppers & Factor 12 
 A. Er Staat Een Paard In De Gang 
 B. 's Nachts Na Tweeën 
 C. C'est La Vie 
 D. En Nou Die Handjes De Lucht In 
 E. Oh Kleine jodeljongen 
 F. 't Dondert En 't Bliksemt
12. ABBA Medley 2019 
 A. Dancing Queen 
 B. The Winner Takes It All 
 C. Money, Money, Money 
 D. Take A Chance On Me 
 E. Mamma Mia 
 F. Waterloo
13. Love Hymne Final 
 Toppers & Alle gasten 
 A. Forever Young 
 B. One Love 
 C. Where Is the Love
14. Over De Top! 2019

## Hitnotering

### NederlandseAlbum Top 100
| Positie: | 16 | uit |

### Nederlandse Music DVD Top 30
Per 2 april 2019 brengt Dutch Charts geen nieuwe Music DVD Top 30 meer uit.